# Алибеков, Серажутдин Юсупович
Серажутдин Юсупович Алибеков  (5 декабря 1903, Темир-Хан-Шура, Дагестанская область, Российская империя — 1966, Махачкала, Дагестанская АССР, РСФСР, СССР) — советский медик, доктор медицинских наук, ректор Дагестанского государственного медицинского института (1947—1954).

## Биография
Алибеков родился 5 декабря 1903 года в Темир-Хан-Шуре в семье кадрового офицера русской армии – полковника Дагестанского конного полка. По национальности — кумык. В 1921 году окончил среднюю школу в Темир-Хан-Шуре, после чего работал делопроизводителем в военкомате, а затем начальником канцелярии в окружном управлении милиции. В конце 1922 до осени 1923 года служил в рядах Рабоче-крестьянской Красной Армии, сначала командиром отделения, а затем помощником комвзвода 13-й Дагестанской стрелковой дивизии отдельного кавалерийского эскадрона. Осенью 1923 года после демобилизации он поступает на медицинский факультет Азербайджанского университета в Баку, который заканчивает в 1928 году. В том же 1928 году возвращается в Дагестан, сначала работает ординатором в Буйнакской туберкулезной больнице, затем заведующим участковой больницей селения Нижний Дженгутай Буйнакского района.  С 1930 по 1933 годы работает заместителем директора кожно-венерологического диспансера в Махачкале, параллельно преподает дермато-венерологию в Дагестанском медицинском техникуме и заведует его учебной частью. В 1933 году он поступил в аспирантуру на кафедру кожных болезней Первого Московского медицинского института, где выполнил и защитил диссертационную работу. После окончания аспирантуры в 1936 году он начинает работать ассистентом кафедры кожных и венерических болезней в Дагестанском государственном медицинском институте. В 1939 году ему было присвоено звание доцента. С первых дней Великой Отечественной войны он призывается в ряды Красной Армии. 6 февраля 1942 года назначается начальником махачкалинского эвакогоспиталя № 1614. В этом же 1942 году он становится начальником лечебного сектора отдела эвакогоспиталей Народного комиссариата здравоохранения Дагестана, а с мая 1943 года и до конца войны – заместителем Наркома здравоохранения и начальником отдела эвакогоспиталей Дагестанской АССР. После окончания войны с 1945 по 1947 годов ответственный за расформирование эвакогоспиталей и реорганизации некоторых из них в госпитали для инвалидов Великой Отечественной войны. В июле 1947 года назначается директором ДГМИ, в декабре 1954 года в связи Алибеков по состоянию здоровья попросил освободить его от обязанностей директора института. С 1952 до конца своей жизни до 1966 года возглавлял кафедру кожных и венерических болезней ДГМИ.

## Трудовая карьера
- 1921 — делопроизводитель в военкомате (Темир-Хан-Шура);
- 1922 — начальник канцелярии в окружном управлении милиции (Буйнакск);
- 1922 — 1923 — служба в рядах Рабоче-крестьянской Красной Армии;
- 1928 — 1929 — ординатор в туберкулезной больнице (Буйнакск);
- 1929 — 1930 — заведующий участковой больницей (Нижний Дженгутай);
- 1930 — 1933 — заместитель директора кожно-венерологического диспансера (Махачкала);
- 1930 — 1933 — преподаватель в Дагестанском медицинском техникуме;
- 1933 — 1936 — аспирант Первого Московского медицинского института (Москва);
- 1936 — 1941 — ассистент кафедры кожных и венерических болезней ДГМИ (Махачкала);
- 1942 — начальник эвакогоспиталя № 1614 (Махачкала);
- 1942 — 1943 — начальник лечебного сектора отдела эвакогоспиталей Народного комиссариата здравоохранения Дагестанской АССР (Махачкала);
- 1943 — 1945 — заместитель Наркома здравоохранения и начальником отдела эвакогоспиталей Дагестанской АССР (Махачкала);
- 1945 — 1947 — ответственный за расформирование эвакогоспиталей и реорганизации в госпитали для инвалидов ВОВ (Махачкала);
- 1947 — 1954 — директор ДГМИ (Махачкала);
- 1952 — 1966 — заведующий кафедрой кожных и венерических болезней ДГМИ (Махачкала);

## Награды и звания
- Заслуженный врач Дагестанской АССР;
- Заслуженный врач РСФСР
- Орден Ленина;
- Орден Красной Звезды;
- Орден Трудового Красного Знамени;
- Медаль «За оборону Кавказа»;
- Медаль «За победу над Германией в Великой Отечественной войне 1941—1945 гг.»;
- Медаль «За доблестный труд в Великой Отечественной войне 1941—1945 гг.».